# Skelleftehamn
Skelleftehamn er et byområde i Skellefteå kommun i Västerbottens län i Sverige. I 2010 var indbyggertallet 3 184.